# Емреджан Терзі
Серкан Емреджан Терзі (тур. Serkan Emrecan Terzi, нар. 5 січня 2004, Багджилар, Туреччина) — турецький футболіст, фланговий захисник стамбульського «Бешикташа».

## Ігрова кар'єра

### Клубна
У 2017 році Емреджан Терзі приєднався до молодіжної команди стамбульського «Бешикташа». В березні 2022 року футболіст підписав з клубом свій перший професійний контракт.
Другу половину сезону 2022/23 Терзі провів в оренді в клубі третього дивізіону «Каракабей Беледієспор», де він і провів першу гру на дорослому рівні. Першу гру в складі «Бешикташа» захисник провів 14 грудня 2023 року в поєдинку Ліги Європи проти швейцарського «Лугано», де Терзі також відзначився забитим голом.
В чемпіонаті Туреччини Терзі дебютував 9 січня 2024 року у матчі проти «Різеспора».

### Збірна
У 2024 році Емреджан Терзі дебютував у складі молодіжної збірної Туреччини.

## Титули
Бешикташ
- Переможець Кубка Туреччини: 2023/24
- Переможець Суперкубка Туреччини: 2024[5]